# ثيودور هاردينغ راند
ثيودور هاردينغ راند هو مربي كندي، ولد في 8 فبراير 1835 في Canard, Nova Scotia ‏ في كندا، وتوفي في 29 مايو 1900 في فريدريكتون في كندا.